# 4818 Elgar
4818 Elgar este un asteroid din centura principală, descoperit pe 1 martie 1984 de Edward Bowell.